# Peter Gruber (Politiker)
Peter Gruber (*  9. Juni 1937 in Berlin; † 21. August 2021 in Nienburg/Weser) war ein deutscher Politiker (SPD).

## Leben
Gruber besuchte die Volksschule in Berlin und Duisburg. Nach seinem Schulabschluss begann er eine Lehre als technischer Zeichner. Zwischen 1957 und 1960 war er als Soldat bei der Bundeswehr beschäftigt. Zwischen 1968 und 1974 war er SPD-Unterbezirksgeschäftsführer zunächst in Bassum sowie ab 1974 bis zu seiner Wahl in den 
niedersächsischen Landtag im Jahr 1990 in Nienburg/Weser. Seit 1960 war Gruber Gewerkschaftsmitglied, zuletzt in der Gewerkschaft Handel, Banken und Versicherungen. Ferner ist Gruber Mitglied von amnesty international (ai).
Er war ab dem Jahr 1965 ist Mitglied der SPD. Gruber wurde Mitglied der Verbandsversammlung des Sparkassenzweckverbandes der Kreis- und Stadtsparkasse Nienburg. Ferner wurde er Mitglied des Beirates Arbeitsgemeinschaft der Wasserkraftwerke Niedersachsen und Schleswig-Holstein e.V. und Mitglied des Kreisvorstandes der Arbeiterwohlfahrt in Nienburg. Im Jahr 1986 wurde er Kreistagsabgeordneter des Landkreises Nienburg.
Von 1990 bis 1998 (12. und 13. Wahlperiode) war Peter Gruber für den Wahlkreis Nienburg-Nord Mitglied des Niedersächsischen Landtages. Dort betätigte er sich in den Ausschüssen für Ernährung, Landwirtschaft und Forsten sowie für Bundes- und Europaangelegenheiten. In der 13. Wahlperiode war er Vorsitzender des Unterausschusses „Tierschutz“.

## Quelle
- Barbara Simon: Abgeordnete in Niedersachsen 1946–1994. Biographisches Handbuch. Hrsg. vom Präsidenten des Niedersächsischen Landtages. Niedersächsischer Landtag, Hannover 1996, S. 132.